# Białogard (gemeente)
De gemeente Białogard maakt deel uit van powiat Białogardzki. Aangrenzende gemeenten:
- Białogard (miejska), Karlino en Tychowo (powiat Białogardzki)
- Biesiekierz en Świeszyno (powiat Koszaliński)
- Połczyn-Zdrój, Rąbino en Sławoborze (powiat Świdwiński)

Zetel van de gemeente is in de stad Białogard (Duits Belgard), deze stad behoort echter niet tot de gemeente.
De gemeente beslaat 38,8% van de totale oppervlakte van de powiat.

## Demografie
De gemeente heeft 16,1% van het aantal inwoners van de powiat.

## Plaatsen
Administratieve plaatsen (sołectwo) van de gemeente Białogard:
- Białogórzyno, Buczek, Byszyno, Czarnowęsy, Dargikowo, Dębczyno, Góry, Gruszewo, Kamosowo, Klępino Białogardzkie, Kościernica, Laski, Lulewice, Lulewiczki, Łęczno, Moczyłki, Nawino, Nosówko, Pękanino, Podwilcze, Pomianowo, Pustkowo, Rarwino, Redlino, Rogowo, Rościno, Rychówko, Rychowo, Rzyszczewo, Żeleźno, Żelimucha en Żytelkowo.

Zonder de status sołectwo : Białogórzynko, Leśniki, Liskowo, Łęczenko, Łęczynko, Nasutowo, Pękaninko, Pustkówko, Rychowo, Sińce, Stajkowo, Stanomino, Strzelec, Tarpnowo, Trzebiec, Trzebiele, Wronie Gniazdo, Wygoda, Zagórze, Zaspy Małe, Ząbki, Żabiniec.